# 赤水市
赤水市位于贵州省西北部，隶属于遵义市。位于赤水河中下游，东南与贵州习水县接壤，西北与四川省的古蔺、叙永、合江三县交界。历为川黔边贸纽带、经济文化重镇，是黔北通往巴蜀的重要门户，素有“川黔锁钥”、“黔北边城”之称。 赤水山川秀丽，风景优美，全市森林覆盖率76.2%，居贵州省第一位。赤水风景名胜区是国务院唯一以行政区命名的国家级风景名胜区，素有“千瀑之市”、“丹霞之冠”、“竹子之乡”、“桫椤王国”的美誉。
赤水因美丽而神秘的赤水河贯穿全境而得名，更因中国工农红军“四渡赤水”以及赤水丹霞世界自然遗产而扬名中外。

## 历史沿革
赤水历史悠久，受巴蜀文化影响较深，是贵州开发较早地区。远在新石器时期，赤水地区已有人类活动。
北宋大观三年（1109年），赤水正式建置，时属滋州仁怀县，县城在今赤水市复兴镇。
北宋宣和三年（1121年），撤滋州，降仁怀县为堡，改隶泸州合江县。
南宋端平二年（1235年），仁怀堡改属播州宣慰司管理。
元朝末年，明玉珍在重庆建立“夏朝”，改仁怀、古磁等处为怀阳县。
明朝初年，朱元璋灭夏，怀阳县废，其属归还播州宣慰使司管辖。
明洪武十四年（1381年），设仁怀县，隶四川行省之遵义军民府。
雍正六年（1728年），随遵义府改隶贵州。
雍正九年1728年），仁怀县城由留元坝迁生界（今仁怀市），原县城改由遵义府通判驻守管理。
乾隆三年（1738年），经吏部议奏，拨仁怀县之仁怀、河西、土城三里归旧城通判管领，亦称遵义分府。
乾隆十三年（1748年），改遵义分府为遵义厅，亦称仁怀厅。
乾隆四十一年（1776年），改遵义厅为仁怀直隶厅，归贵州粮储道管理。
光绪三十四年（1908年），设赤水厅，隶遵义府管辖。
1914年，撤销赤水厅，建立赤水县。
1929年，以共产党员梁业广为首的一批共产党员来到赤水活动，建立起贵州省最早的中国共产党组织——中共赤合特别支部。
1935年1月，中国工农红军长征到达赤水，揭开“四渡赤水”战役的序幕。
1949年12月1日，赤水解放。
1990年12月，撤销赤水县，建立赤水市。
1997年6月，因撤遵义地区设遵义市，赤水市改为省直辖，后贵州省人民政府委托遵义市代管。

## 自然地理

### 气候
赤水市属中亚热带湿润季风气候区，年平均气温为18.1℃，年均降雨量1292.3毫米，年日照时数1297.7小时，年均相对湿度82%，无霜期340～350天，并随海拔高度上升而递减，800米以下地区无霜期300天左右，800米以上地区无霜期210～300天。 
赤水7月平均气温最高达28℃左右，1月平均气温最低仅7.9℃左右，气温年较差为20.1～20.5℃，极端最低气温为-4℃，极端最高气温39℃。由于地形遮蔽大，林木茂盛，40℃以上的伤害性高温罕见。年降水量在800～1700毫米之间，降水量主要集中分布在4～10月，约占全年的80%以上。夏季（6～8月）降水量最多，达383～681毫米，占全年雨量的40.12%～44.7%。冬季（12～2月）降水量最少，仅58.3～166毫米，占年雨量的6.5%～10.5%。 常年主导风向为北风，夏季为东南风，冬季为北风。极端风速可达27米/秒，风力10级。平均风速1.6米/秒。8级以上的大风常发生在3～9月，7、8月最多。
| 赤水(1981−2010)      | 赤水(1981−2010) | 赤水(1981−2010) | 赤水(1981−2010) | 赤水(1981−2010) | 赤水(1981−2010) | 赤水(1981−2010) | 赤水(1981−2010) | 赤水(1981−2010) | 赤水(1981−2010) | 赤水(1981−2010) | 赤水(1981−2010) | 赤水(1981−2010) | 赤水(1981−2010) |
| 月份                 | 1月             | 2月             | 3月             | 4月             | 5月             | 6月             | 7月             | 8月             | 9月             | 10月            | 11月            | 12月            | 全年            |
| -------------------- | --------------- | --------------- | --------------- | --------------- | --------------- | --------------- | --------------- | --------------- | --------------- | --------------- | --------------- | --------------- | --------------- |
| 平均高温 °C（°F）    | 10.6 (51.1)     | 13.1 (55.6)     | 17.8 (64.0)     | 23.3 (73.9)     | 27.1 (80.8)     | 29.0 (84.2)     | 32.3 (90.1)     | 32.5 (90.5)     | 27.7 (81.9)     | 21.5 (70.7)     | 17.2 (63.0)     | 11.7 (53.1)     | 22.0 (71.6)     |
| 日均气温 °C（°F）    | 7.9 (46.2)      | 10.0 (50.0)     | 13.7 (56.7)     | 18.5 (65.3)     | 22.1 (71.8)     | 24.4 (75.9)     | 27.2 (81.0)     | 27.1 (80.8)     | 23.3 (73.9)     | 18.2 (64.8)     | 14.0 (57.2)     | 9.2 (48.6)      | 18.0 (64.4)     |
| 平均低温 °C（°F）    | 6.2 (43.2)      | 7.8 (46.0)      | 10.9 (51.6)     | 15.1 (59.2)     | 18.6 (65.5)     | 21.2 (70.2)     | 23.5 (74.3)     | 23.3 (73.9)     | 20.2 (68.4)     | 16.0 (60.8)     | 11.9 (53.4)     | 7.4 (45.3)      | 15.2 (59.3)     |
| 平均降水量 mm（）    | 33.7 (1.33)     | 30.0 (1.18)     | 52.9 (2.08)     | 87.6 (3.45)     | 155.2 (6.11)    | 171.9 (6.77)    | 201.1 (7.92)    | 162.4 (6.39)    | 113.1 (4.45)    | 95.9 (3.78)     | 56.1 (2.21)     | 35.6 (1.40)     | 1,195.5 (47.07) |
| 平均相對濕度（％）   | 87              | 84              | 82              | 80              | 80              | 84              | 80              | 80              | 83              | 88              | 88              | 88              | 84              |
| 来源：中国气象数据网 |                 |                 |                 |                 |                 |                 |                 |                 |                 |                 |                 |                 |                 |

### 地理
赤水市位于贵州省西北部，赤水河中下游，东南与贵州习水县接壤，西北与四川省的古蔺、叙永、合江三县交界。城区距遵义300千米，距贵阳450千米，距重庆240千米，距成都350千米，距泸州70千米。
赤水地形地貌复杂，处于云贵高原向四川盆地过渡地带，境内有1300多平方千米全国面积最大、发育最壮观典型的丹霞地貌。地形主要为高原峡谷型和山原峡谷型，地势为东南高西北低，海拔高度由东南向西北递减，最高处海拔1730米，最低处221米，相对高差1500米以上。东南部重峦叠嶂，峡谷幽深，西北部丘陵起伏，河谷开阔平缓。

### 水文
赤水属长江水系，有大小河流352条，总长度1255千米，其中流域面积大于20平方千米的河流26条，总长度335千米。全市河网密度达到0.7千米/平方千米，赤水河为境内最大的河流，是长江一级支流。全市水资源总量100亿立方米，其中地表水资源总量为95亿立方米，人均淡水资源占有量远高于全国平均水平，属极丰富区。境内有各类水库、山塘800多处，蓄水总量达3000万立方米，水能资源蕴藏量33万千瓦。

### 生物
赤水具有亚热带生物生存和活动的条件，植被类型分属中亚热带常绿阔叶林、针阔叶林混交林、针叶林和竹林四个群纲，有地球同纬度保存最完好的中亚热带常绿阔叶原生林43万亩。另外，全市竹林面积已达129万亩，全国竹林面积和人均竹林面积均居全国第一。
全市境内有高等植物2116种，其中维管植物1964种，国家重点保护植物20种，特有植物27种，代表植物包括小黄花茶、赤水蕈树等。国家一级保护植物、侏罗纪残遗种——“桫椤”在赤水生长十分密集，仅赤水桫椤国家级自然保护区内就达4.7万株，是全世界分布最集中的区域。
复杂的地貌背景、优越的气候与水文条件、丰富的植被群落，为动物提供了理想的生存环境，有野生动物1668种，其中脊椎动物404种，昆虫1264种，云豹、长尾雉、苏门羚等国家重点保护动物39种，长江上游特有鱼类25种。

### 矿产
赤水地层较新，矿产不富。矿藏资源以天然气为主，已探明天然气储量3400亿立方米，是贵州省最大的气田，年开采量最高达1.8亿立方米。探明石油资源储量280万吨。另有煤矿贮量约2400万吨，为无烟优质煤，是全国首批100个电气化县（市）之一。

## 行政区划
赤水市下辖3个街道办事处、11个镇、3个乡：
市中街道、文华街道、金华街道、天台镇、复兴镇、大同镇、旺隆镇、葫市镇、元厚镇、官渡镇、长期镇、长沙镇、两河口镇、丙安镇、宝源乡、石堡乡和白云乡。
赤水为省直辖县级市，目前由贵州省人民政府委托遵义市代管。城区人口约为9.86万人，面积7.2平方公里，城镇化率42.6%。
赤水市城区中心位于东经105°42′、北纬28°35′，全境跨东经105°36′～106°15′，北纬28°16′～28°46′，东西轴线长61.85千米，南北轴线长55.35千米。

## 经济
- 赤水市生产总值（GDP）110.53亿(2017年)[4]，三次产业结构为：16.5%：43.8%：39.7%。

## 交通

### 公路

#### 高速公路
目前只有 蓉遵高速過境赤水。

#### 市區公路
目前有G546国道（赤习路）、省道S208（赤长路）、S424（官葫路）等公路。

### 鐵路
赤水目前沒有鐵路經過。但有規劃泸遵高铁過境赤水，預計2020開工。

### 航空
赤水目前沒有機場。離赤水最近的機場是瀘州云龍機場。

### 航运
赤水港是贵州最大的通江港口，客货船可达重庆至上海的各大港口和码头。

## 地方特产
- 水果：荔枝、龙眼、香蕉、柚子
- 竹工艺品
- 赤水晒醋

## 旅游
- 赤水丹霞，与国内其他景区组合中国丹霞，于2010年列入世界自然遗产[6]
- 赤水风景名胜区，1994年被国务院划为国家级风景名胜区。
- 十丈洞瀑布
- 四洞沟瀑布
- 竹海国家森林公园
- 桫椤国家自然保护区
- 燕子岩景区
- 五柱峰景区
- 杨家岩景区
- 丙安古镇

## 旅游资源
赤水是国务院唯一以行政区名称命名的国家级风景名胜区，景观以瀑布、竹海、湖泊、森林、桫椤、丹霞地貌等为主要特色，兼有古代人文景观和红军长征遗迹，被中外专家誉为“千瀑之市”、“丹霞之冠”、“竹子之乡”、“桫椤王国”、“长征遗址”五大特色。

### 现有国家级及以上旅游资源
一个世界自然遗产——中国丹霞·赤水
一个国家级风景名胜区——赤水风景名胜区
一个国家地质公园——赤水丹霞国家地质公园
两个国家级自然保护区——赤水桫椤国家级自然保护区、长江上游珍稀特有鱼类国家级自然保护区（核心区）
两个国家森林公园——燕子岩国家森林公园、竹海国家森林公园
两个国家AAAA级旅游景区——赤水大瀑布景区、燕子岩景区。

### 主要景区
目前已对游人开放的景区有：赤水大瀑布、四洞沟、五柱峰、红石野谷、中国侏罗纪公园、燕子岩国家森林公园、竹海国家森林公园等自然景区，以及大同古镇、丙安古镇、红军长征遗址等人文景区。另外，天台山、九角洞、月亮湖、九曲湖、长嵌沟、仁友溪、月台、宝源、盘龙等景区等正在开发建设之中。

### 旅游名片
1994年1月，贵州省赤水风景名胜区被国务院批准列入第三批国家级风景名胜区名单；
1996年2月，赤水市被国家林业部命名十大“中国竹子之乡”；
2000年10月，赤水桫椤自然保护区于被国家旅游局批准命名“中国侏罗纪公园”；
2005年2月，赤水市纳入国务院颁布的《全国红色旅游精品线名录》；
2005年10月，贵州赤水被《中国国家地理》杂志“选美中国特辑”评选为“中国最美丽的地方”；
2007年1月，赤水市被国家旅游局授予“中国优秀旅游城市”的称号；
2007年12月，赤水市被中国摄影家协会选定为“全国摄影创作基地”；
2008年12月，赤水风景名胜区被国际旅游联合会授予“中国最佳绿色生态景区”的称号；
2010年2月，赤水市入选 “中国特色魅力城市200强”；
2010年8月，“中国丹霞·赤水”入选世界自然遗产；
2010年10月，赤水市入选“中国最有城市品牌建设潜力城市(区县)”50强；
2010年10月，赤水市被国际休闲产业协会授予“国际最佳休闲旅游城市”称号；
2011年6月，赤水风景名胜区获“中国西部最受公众喜爱的景区”殊荣；
2012年12月，赤水桫椤国家级自然保护区获“国家环保科普基地”称号。
2016年9月，赤水荣获“国家康养旅游示范基地”称号
2018年12月，赤水成为第二批“绿水青山就是金山银山”实践创新基地

## 合作交流城市
- 法國 蒙特罗福约讷